# Compagnie de Saint-Christophe
 (février 2009).
Si vous disposez d'ouvrages ou d'articles de référence ou si vous connaissez des sites web de qualité traitant du thème abordé ici, merci de compléter l'article en donnant les références utiles à sa vérifiabilité et en les liant à la section « Notes et références ».
La Compagnie de Saint-Christophe est une compagnie coloniale française fondée en 1626 pour exploiter une concession à l'île Saint-Christophe, à la Barbade et dans les îles voisines. Parmi les Compagnies européennes fondées au XVIIe siècle, c'est la première française.
La conquête de Saint-Christophe, et la création de la compagnie, marquent le début du Premier empire colonial français, avant la prise de la Guadeloupe et de la Martinique en 1635. Cette année-là, la Compagnie des îles d'Amérique succède à la Compagnie de Saint-Christophe.

## Histoire
En 1625, Belain d'Esnambuc était le lieutenant d'Urbain du Roissey, corsaire normand. Ils interceptaient les galions espagnols dans la Mer des Antilles. Le brigantin de d'Esnambuc dut se réfugier sur la rade de Basse-Terre à Saint-Christophe pour réparer des avaries subies pendant un combat naval. L'équipage d'un corsaire anglais naufragé sous les ordres de Thomas Warner s'y était réfugié mais on ne savait à qui vraiment appartenait l'île depuis que les Espagnols s'en étaient retirés. Néanmoins, depuis la bulle Inter caetera du pape Alexandre VI en 1493 et le traité hispano-portugais de Tordesillas de 1494, ces îles relevaient de l’autorité théorique de l’Espagne.
La Compagnie de Saint-Christophe est fondée le 31 octobre 1626 par le Cardinal de Richelieu, avec Pierre Belain d'Esnambuc, originaire d'Allouville-Bellefosse en Pays de Caux, et futur fondateur de la Martinique en 1635. Parmi les Compagnies européennes fondées au XVIIe siècle, c'est la première française. Les statuts de la compagnie sont révisés le 12 février 1635. La Compagnie des îles d'Amérique lui succède en 1635.
Belain d'Esnambuc et du Roissey sont convoqués par Richelieu qui le 31 octobre 1626 leur accorde la concession des îles Saint Christophe, de la Barbade « et toutes autres circonvoisines ». Des navires armés en course sont mis à leur disposition au départ du Havre de Grâce et de Port-Louis et ils doivent effectuer leur retour au Havre. La Compagnie de Saint-Christophe compte parmi ses associés Richelieu. Chacun investit deux mille livres dans l'affaire, d'Esnambuc et Roissey se réservant le dixième des bénéfices. Le 22 février 1627, 532 engagés embarquent au Havre sur quatre navires qui seraient : Victoire, Trois-Rois, Cardinale, Catholique. Le tiers des émigrants n'arriva pas à destination, emportés par le scorbut et la dysenterie.
La menace caraïbe est aussi à considérer. Les Indiens ont été chassés de Saint-Christophe par les Anglais et les Français, les survivants avaient fui en pirogue. Depuis Saint-Vincent et la Dominique, iles organisent des raids de représailles.